# Elektronische Orgel

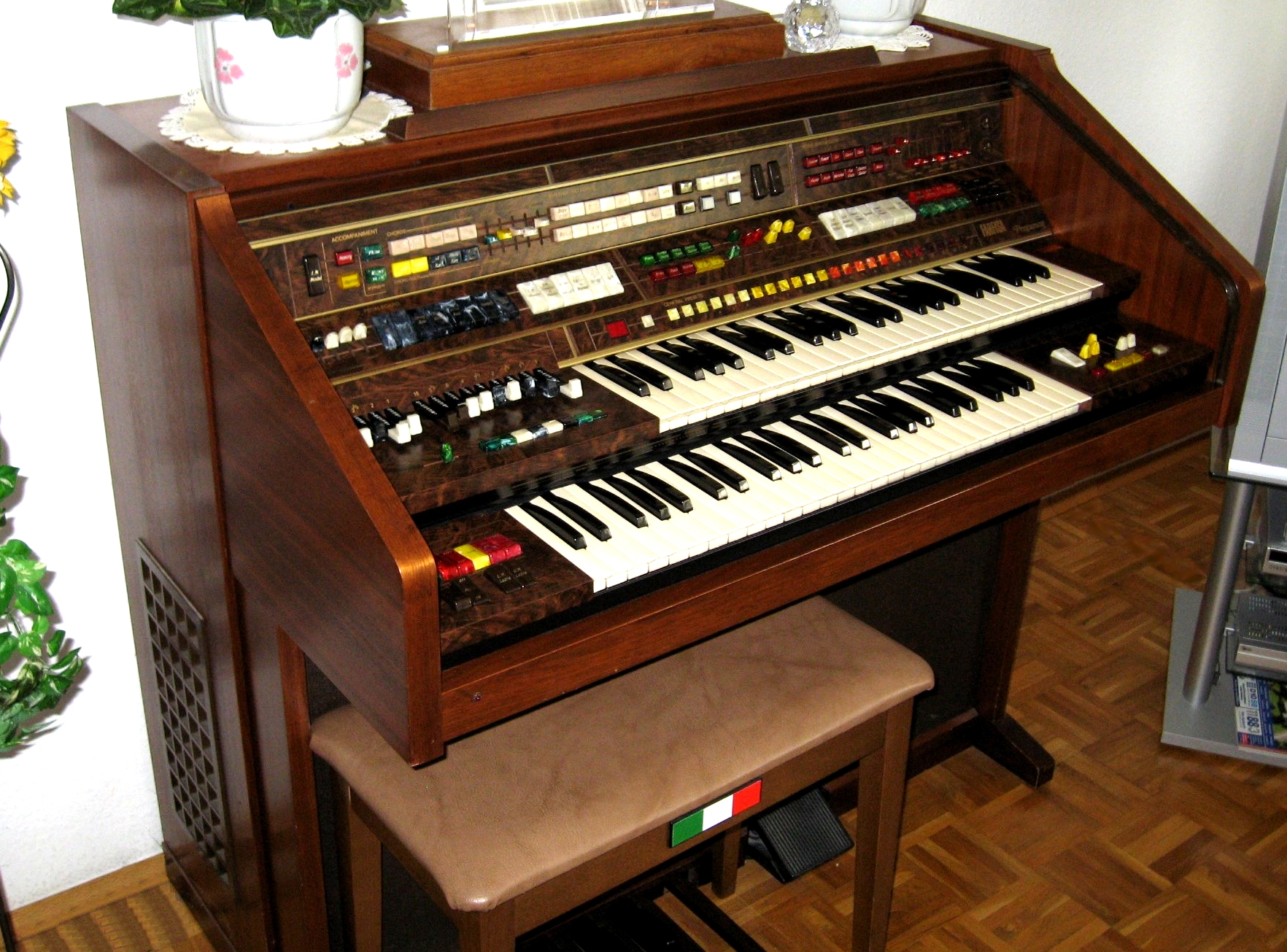
Eine Heimorgel (Farfisa Pergamon) aus dem Jahr 1981

Als elektronische Orgel wird allgemein ein Tasteninstrument mit elektronischer Tonerzeugung bezeichnet. Eine konkrete analoge oder digitale Technologie der Klangerzeugung, die Designausführung oder die Baugröße können an dem Begriff nicht festgemacht werden und sind immer vom jeweiligen Stand der Technik abhängig und stark anwenderbezogen. So zählt auch die elektromechanische Orgel zu den elektronischen Orgeln. Da den Musiker eher die Klangqualität und der Verwendungszweck des Musikinstruments interessieren, tritt die verwendete Technologie in den Hintergrund. Umgangssprachlich wird die elektronische Orgel auch als E-Orgel oder Elektro-Orgel (früher auch Elektronenorgel, Elektronikorgel) benannt.
Der gebürtige Luxemburger Hugo Gernsback hatte 1927 die Idee zu einem „Radioklavier“, bei dem die Töne durch Elektronenröhren erzeugt und damit frei von Obertönen sein sollten.
Ab den 1930ern aus den Vorläufern entwickelt, war sie bis zum Auftreten polyphoner Synthesizer Mitte der 1970er Jahre eines der wenigen elektrophonen Tasteninstrumente mit polyphoner Tonerzeugung. Ursprünglich war die Pfeifenorgel Vorbild zur Entwicklung der elektronischen Orgel: Die Tastatur (auch mit mehreren Manualen) und die Bezeichnung der Registerlagen nach der Fußtonzahl oder zum Teil der Registernamen wurden übernommen. Durch stetige weitere Verbesserungen und inzwischen mit dem Einsatz der Computertechnik wurde die Klangerzeugung so verbessert, dass die elektronische Orgel auch als Konzertorgel und Sakralorgel mit hoher Klangqualität zum Einsatz kommt.
Die Abmessungen der Tastatur entsprechen denen beim Klavier, die Trägheit ist aber geringer (ungewichtete Tastatur). Die Zahl der Tasten beträgt häufig 61 (5 Oktaven), aber auch andere Werte zwischen 31 und 88 kommen vor. Der geringe Spielwiderstand erlaubt Spieltechniken, die auf einer gewichteten Tastatur nicht oder nur schwer möglich sind. Digitale Sakralorgeln, die Kirchenorgeln zum Vorbild haben, simulieren wiederum (einstellbar) den Druckwiderstand der Tasten.

## Elektromechanische Tonerzeugung

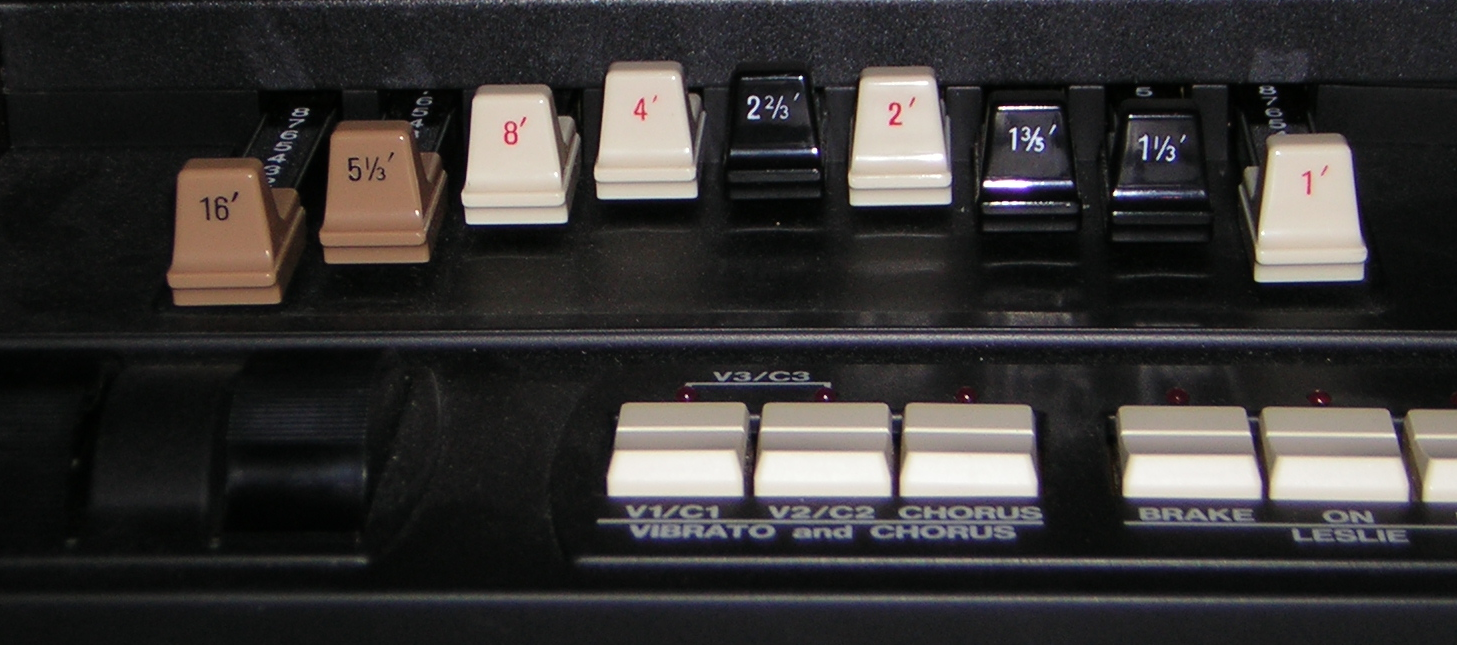
Zugriegel einer Hammond-XB-1

Außer der Lichttonorgel waren die frühen „elektronischen“ Orgeln fast alle elektromechanische Orgeln (siehe auch elektromechanisches Musikinstrument), wie etwa die Hammond-Orgel: Durch eine Mechanik wurde in Tonabnehmern ein elektrischer definierter Wechselstrom erzeugt.  Die Tonerzeugung erfolgte zunächst durch Zahnräder, deren Zähne elektrische Sinusspannungen in Spulen induzierten.
Diese ersten Instrumente besaßen im Gegensatz zu Pfeifenorgeln mit ihren nur zu- oder abschaltbaren Registern die Möglichkeit, mit Zugriegeln die Lautstärke jeder Fußlage (Tonreihe) einzeln in neun Stufen (0–8) einzustellen. Pro Manual stehen meist neun Zugriegel zur Verfügung, wobei diese in den verschiedenen Tonlagen 16′, 5 1⁄3′, 8′, 4′, 2 2⁄3′, 2′, 1 3⁄5′, 1 1⁄3′ und 1′ klingen. Durch Herausziehen und Hineinschieben der einzelnen Zugriegel lassen sich durch die überbrückten bzw. im Signalweg liegenden Widerstände gemäß der Teiltonintensität der entsprechenden Obertonreihe die einzelnen Sinustöne in ihrer Lautstärke beeinflussen und somit verschiedene Klangfarben erzeugen. Die Klangerzeugung entspricht damit einer einfachen additiven Synthese.
Wichtiger Bestandteil einer Hammond-Orgel ist ein Lautsprecher-Kabinett (Leslie-Lautsprecher), das den Klang der Orgel über rotierende Lautsprecher wiedergibt und ihm damit zusätzliche Schwebungs- und Tremoloeffekte verleiht. Die Rotationsgeschwindigkeit lässt sich dabei in zwei Stufen (Slow/Fast) bestimmen. Später ging man nicht zuletzt aus Platz- und Gewichtsgründen auf die elektronische Simulation dieses Effektes mittels Eimerkettenschaltungen über. Beispiele für solche Geräte waren das Wersivoice der Firma Wersi und der Phasingrotor der Firma Dr. Böhm. Von der Firma Dynacord wurden in den 80er und 90er Jahren racktaugliche Effektgeräte hergestellt, die auf die Simulation eines Leslie-Kabinetts spezialisiert waren und eine recht weite Verbreitung fanden (CLS-22, CLS-222, DLS-223, DLS-300).

## Vollelektronische (analoge) Tonerzeugung
Die erste Transistor- und damit vollelektronische Orgel der Welt, die Böhm-Orgel, konstruierte Anfang der 1960er Jahre der Physiker Rainer Böhm in Minden/Westfalen. Böhm bot erstmals Bausätze für elektronische Orgeln an, die auch von Laien zusammengesetzt werden konnten und später mit technischen Neuerungen erweiterbar waren. Im Jahr 1964 erschien mit der Philicorda AG 7500 der niederländischen „Gloeilampenfabrieken Philips“ ebenfalls eine frühe voll-elektronische Orgel, die eine größere Verbreitung fand.
Mitte der 1950er Jahre waren die elektronischen Orgelmodelle der Düsseldorfer Firma Jörgensen-Electronic bekannt (Clavioline, Tuttivox, Combichord, Basilika).

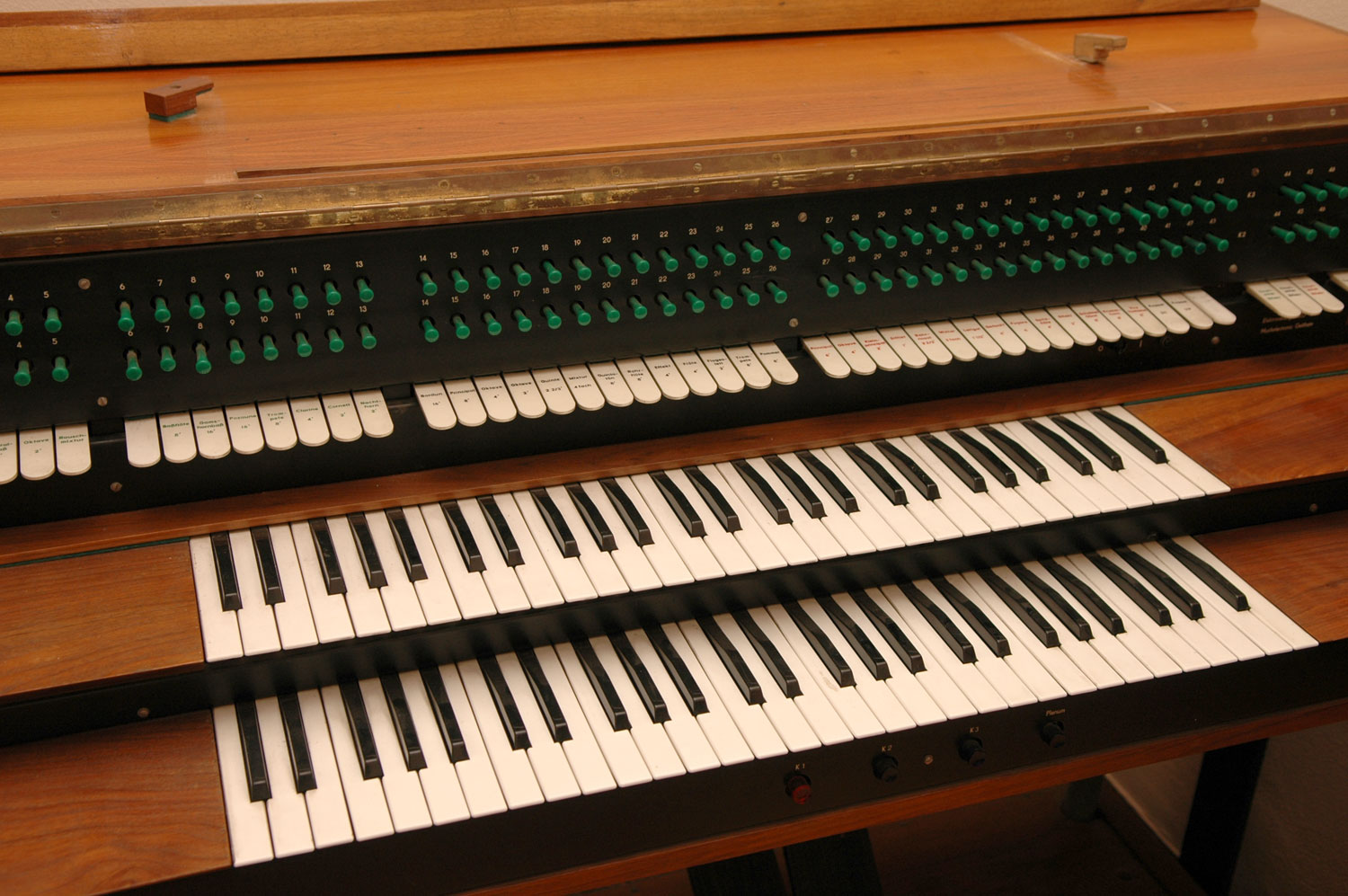
Elektronische Orgel von Musikelectronic Geithain

### Heimorgel
Die Heimorgel ist eine für das Wohnzimmer konzipierte elektronische Orgel. Sie besitzt überwiegend zwei Manuale mit je drei bis vier Oktaven (sogenannte Spinett-Orgeln – die Manuale sind hier um eine Oktave versetzt) bzw. fünf Oktaven (sogenannte „Voll-Orgeln“ – die Manuale liegen parallel übereinander). Zusätzlich verfügen Heimorgeln in der Regel über ein Stummelpedal. Die meisten Geräte besitzen eine eingebaute Endstufe und – ausstattungsabhängig – mehrere Lautsprecher. Die Tonerzeugung war zunächst rein analog, später wurde auch die Heimorgel digitalisiert. Die Registrierung erfolgt dabei durch Betätigung von Tastern und Schaltern, die einzelne Schaltungsteile (und damit Klangfarben) zu- und wegschalten.
Blütezeit der Heimorgeln waren die 1970er und frühen 1980er Jahre. Zu dieser Zeit waren sie durchaus auch Statussymbol, was sich in einer Leistungsklasseneinteilung ähnlich der Automobilwelt niederschlug. Typische Unterklasse-Modelle waren meist mit drei Fußlagen im Obermanual und ein bis zwei Fußlagen im Untermanual ausgestattet. Mittelklasse-Modelle hatten regelmäßig orchestrale Presets – mehr oder minder gute Kopien von Streicher- oder Bläserklängen sowie monophone Synthesizereinheiten, mit denen Soloinstrumente simuliert wurden. Oberklasse-Modelle waren zudem oft mit dem klassischen Merkmal echter Hammond-Orgeln, nämlich Zugriegeln, bestückt oder hatten ein drittes – kleiner geratenes – Manual für Solostimmen. In seltenen Fällen waren diese Oberklasse-Modelle auch mit Vollpedalen (25 oder 30 Pedale) ausgestattet. Nahezu alle Heimorgeln enthielten Rhythmusgeräte, so dass die Illusion eines „Ein-Mann-Orchesters“ möglich wurde. Weniger versierten Spielern wurde zudem mit immer höherentwickelteren Begleitautomatiken die Möglichkeit gegeben, den Klang der Orgel herauszustellen, ohne dabei wirklich über die Fähigkeit zu verfügen, „mit Hand und Fuß zu spielen“. Die Preise lagen Ende der 1970er Jahre zwischen 2000 und 15.000 DM.

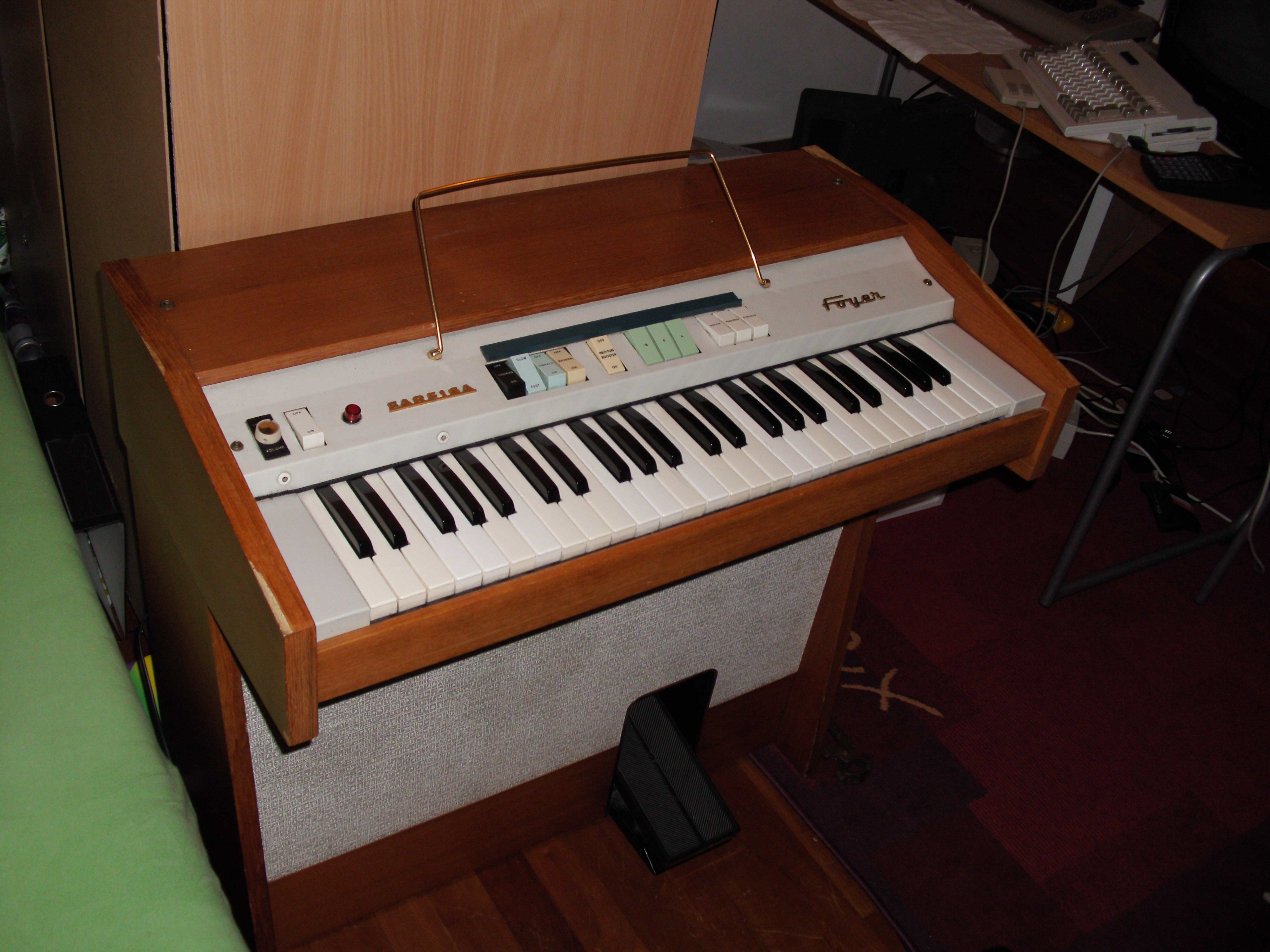
Eine einmanualige Heimorgel der Marke Farfisa

Die Hersteller für den Massenmarkt waren in den 1970er und 1980er Jahren z. B. Farfisa (Italien), General Music|GEM (Italien), Yamaha (Japan), Kawai (Japan), Technics (Japan), Lowrey (USA), Wurlitzer (USA) und Hohner (Deutschland). Besonders billige, aber auch qualitativ geringerwertige Modelle wurden von Bontempi (Italien) hergestellt. Die deutschen Hersteller Wersi und Böhm boten Bausätze an, mit denen sich von versierten Hobbybastlern sehr leistungsstarke Orgeln auch für den Heimbereich aufbauen ließen. Diese Modelle gewannen ihre Attraktivität dadurch, dass sie von den Orgelstars der damaligen Zeit benutzt wurden. Komplett aufgebaut und fertig montiert erreichten die Modelle dieser Hersteller jedoch Preise oberhalb des Heimorgel-Niveaus. Wersi und Böhm sind auch heute noch auf dem deutschen Markt vertreten, vornehmlich mit Konzertorgeln, während sich die Hersteller Farfisa, GEM, Yamaha und Technics vom Markt zurückgezogen haben bzw. nicht mehr existieren. Grundsätzlich gibt es heute nur noch wenige Orgeln auf dem Markt, auf die die Bezeichnung Heimorgel zutrifft. Darunter fielen bis 2018 die Roland-Atelier-Orgeln und heute noch Orla-Orgeln.
Ein wesentlicher Grund für den Rückgang des Orgelbooms dürfte in der seit den 90er Jahren ständig wachsenden Verbreitung von Keyboards zu sehen sein. Diese einmanualigen, leicht transportierbaren Instrumente lassen sich von wenig geübten Musikern in ähnlicher Weise spielen wie eine Heimorgel mit Begleitautomatik, sind für den Endkunden jedoch deutlich billiger. Da sie nicht mehr die prinzipielle Möglichkeit eines dreiläufigen Spiels bieten (rechte Hand – linke Hand – Fuß), entfallen aufwendige Gehäusekonstruktionen sowie die integrierten Verstärker- und Lautsprechersysteme.
Bekannte Orgelkünstler und damit Wegbereiter des „Heimorgel-Hype“ waren zur Blütezeit u. a. Klaus Wunderlich, Franz Lambert, Mark Shakespeare, Ady Zehnpfennig sowie Curt Prina. Lambert ist auch heute noch als Konzertorganist tätig, während Claudia Hirschfeld eine Vertreterin einer neuen Generation von Organisten darstellt.
Auch der Jazz-Organist Jimmy Smith spielte Anfang der 1980er Jahre manchmal ein Wersi-Instrument. Aktuell populär sind Künstler wie Mambo Kurt, die einen spielerischen und experimentierfreudigen Umgang mit dem Instrument pflegen und die Orgel damit in eigentlich fremde Gefilde wie Punk und Heavy Metal vordringen lassen.

### Konzertorgel

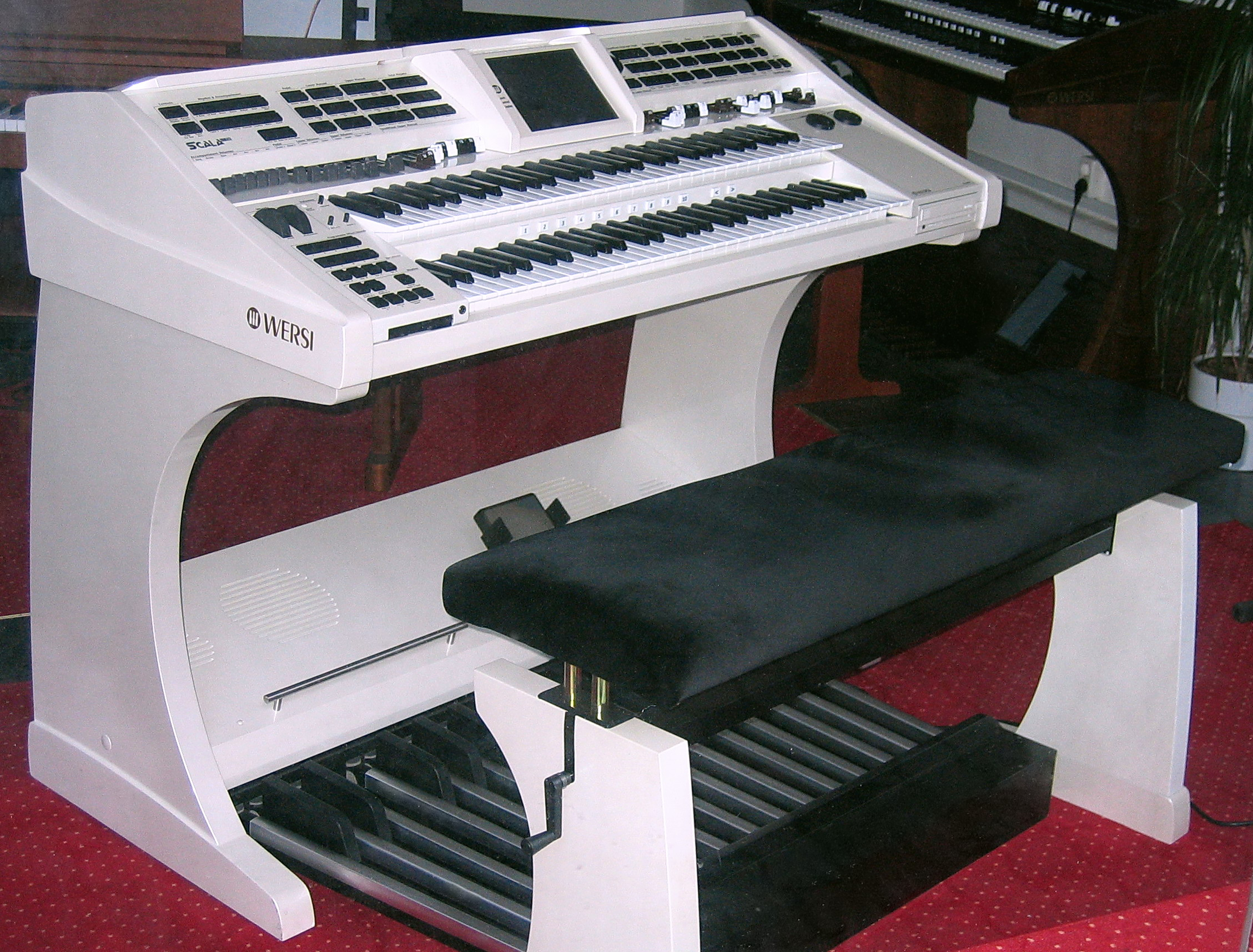
Digitale Konzertorgel

Die Konzertorgel dient hervorragenden Organisten als Instrument für Solokonzerte überwiegend auf dem Gebiet der Popmusik. Im Prinzip ist sie eine Heimorgel mit extrem aufwendiger Ausstattung. Dazu gehören zwei, meist drei Manuale und immer ein Vollpedal mit in der Regel 25 Tasten. Konzertorgeln verfügen nur selten über ein internes Lautsprechersystem, sondern werden über externe Verstärker und Boxen gespielt, um den akustischen Anforderungen großer Säle oder auch Open-Air-Veranstaltungen zu genügen.
Bekannte Hersteller waren bzw. sind Böhm, Roland, Yamaha, Wersi. Auch Hammond hat Konzertorgeln gebaut, die aber eher für Jazzkonzerte benutzt wurden.
Im Jahre 1950 nahm die BBC eine Elektronenorgel der Londoner Orgelbauanstalt Compton in Betrieb, die für Rundfunksendungen benutzt wurde und den „besten Pfeifenorgeln gleichwertig“ sein sollte.
Konzertorgeln wurden oft als Spitzenmodell einer Heimorgelserie für Werbekonzerte eingesetzt. Dafür hatten die Hersteller Top-Organisten unter Vertrag genommen, die als Symbolfiguren für die Qualität der Orgelmarke gelten sollten. Das bekannteste Beispiel dafür ist wohl Franz Lambert, der seit den 1970er Jahren Konzerte auf Wersi-Orgeln gibt.

### Analoge Sakralorgel
Für Kirchen wurden als Ersatz für die aufwändigen Pfeifenorgeln schon früh auch elektronische Orgeln eingesetzt, deren Klänge speziell auf Kirchenmusik hin optimiert wurde. Die Klanggestaltung erfolgte mit analogen Filtern. Im Unterschied zu Heimorgeln hatten diese oft mehrere Kanäle und Lautsprecher, um den Klang mehrdimensional abzustrahlen. In der Wahrnehmung galten diese Orgeln jedoch als minderwertiger gegenüber einer echten Pfeifenorgel, so dass sie in vielen Kirchen eher als Notbehelf aufgestellt wurden bis die finanziellen Mittel für eine "richtige" Orgel vorhanden waren.

## Elektronische (digitale) Tonerzeugung

### Orgeln für U-Musik
Während die Hammond-Orgel als Inbegriff für den typischen „Sinus-Orgelklang“ steht, gelten neuere Orgeln der Marken Yamaha, Wersi, Böhm, Lowrey oder Roland als Inbegriff für Orchesterorgeln, die neben traditionellen Orgelklängen unterschiedlicher Stilrichtungen (Sinus-, Theaterorgel usw.) auch Orchesterklangfarben abbilden. Zum Einsatz kommen derlei Orgeln im Heimbereich sowie bei Alleinunterhaltern. Große Serieninstrumente verfügen heutzutage über zwei Manuale mit 61 Tasten, ein 76-Tasten-Manual mit Hammermechanik oder ein polyphones 30-Tasten-Pedal.
Im Rock- oder Jazz-Bereich finden sich meist klassische Hammond-Orgeln oder moderne Nachbauten. Um den Hammond-Klang in diesen Nachbauten möglichst originalgetreu zu erzeugen, werden häufig virtuelle Tonrad-Simulationen eingesetzt, die beispielsweise auch Details wie Übersprechen und Verzerrungen nachahmen.
Zunehmend werden solche Orgeln auch durch Software-Synthesizer emuliert.

### Digitale Sakralorgel

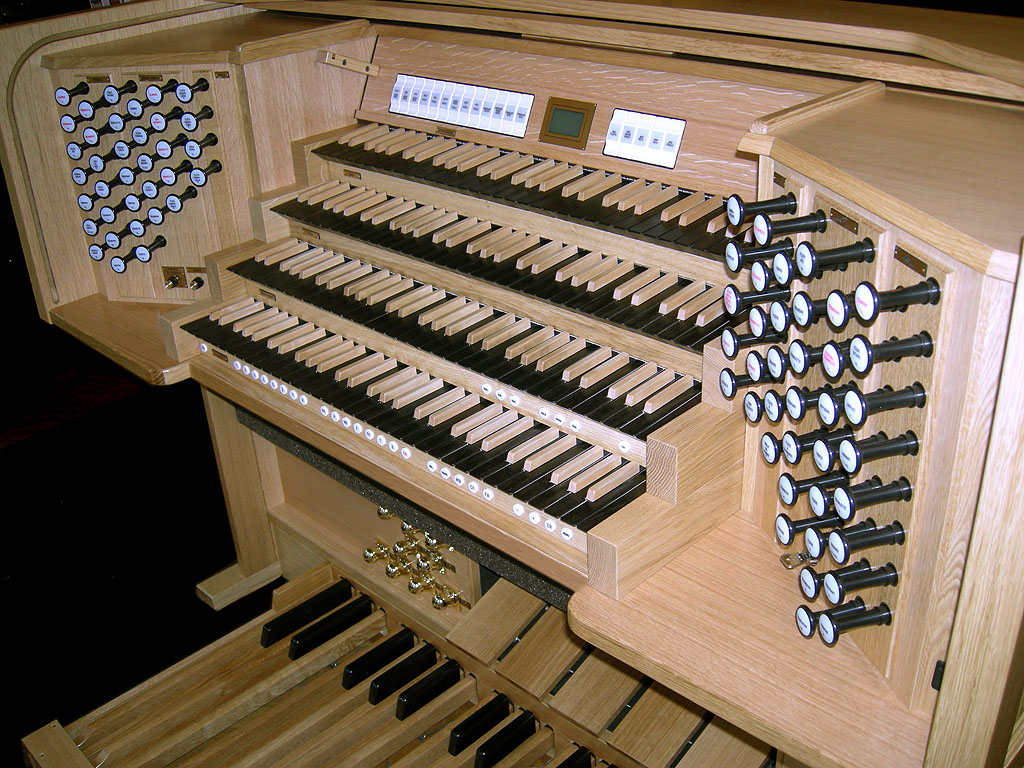
Digitale Sakralorgel (voll ausgestattetes Modell „von der Stange“)

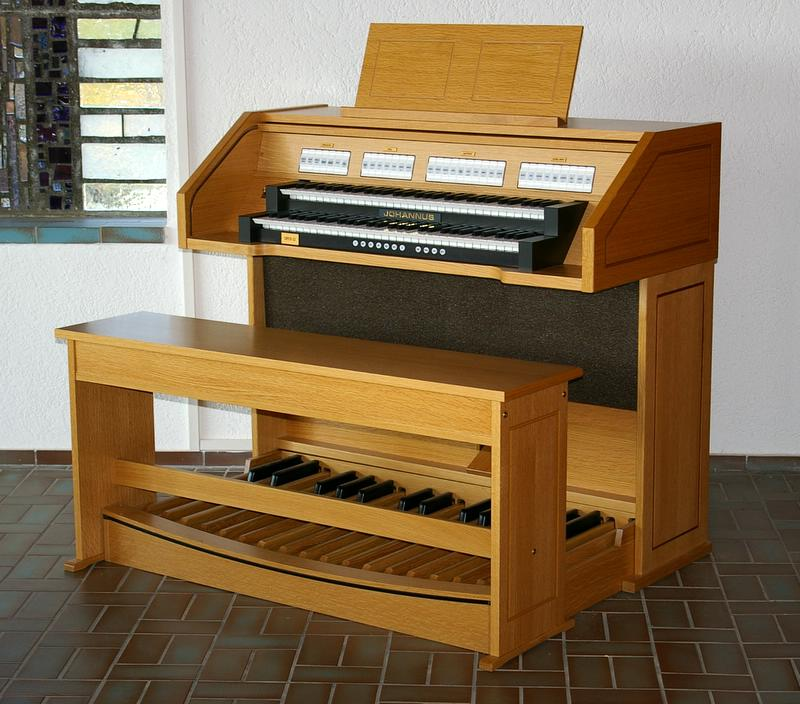
Kleine Sakralorgel in einer Trauerhalle

Eine weitere Variante, die sich mit dem Fortschritt der Digitaltechnik zunehmend ihren Platz erobert hat, ist die elektronische (oder digitale) Sakralorgel (weniger gebräuchlich: „Digitalorgel“). Sie löste in den frühen 1990er Jahren die mit analoger Technik bestückte Sakralorgel ab. In den frühen Jahren der Digitaltechnik waren die klanglichen Ergebnisse zwar ein Fortschritt gegenüber den analogen Orgeln, aber gegenüber Pfeifenorgeln meist noch wenig überzeugend. Erst in den letzten Jahren hat sich die Qualität dieser Instrumentengattung enorm gesteigert. Ihre Disposition (Zusammenstellung der verschiedenen klingenden Stimmen) entspricht der von Pfeifenorgeln. Auch der Spieltisch dieser Instrumente (insbesondere die Registerzüge oder -wippen, Manuale und Pedal) ist wie bei Pfeifenorgeln gestaltet. Die Tastaturen simulieren zudem den Druckwiderstand von mechanischen Kirchenorgeln.
Digitale Sakralorgeln waren vor allem früher hauptsächlich als Übungsinstrument in Privathäusern, sowie in Kirchsälen, kleinen Kirchen und Kapellen zu finden. Die mittlerweile überzeugende Klang- und Reproduktionsqualität macht digitale Sakralorgeln aber auch zunehmend zu einer ernstzunehmenden Alternative für größere Kirchen und Konzertsäle. Weitere Argumente für die Verbreitung der digitalen Sakralorgel sind der im Vergleich zur Pfeifenorgel wesentlich niedrigere Anschaffungspreis, die Unempfindlichkeit gegenüber Schwankungen von Temperatur und Luftfeuchtigkeit sowie der dadurch bedingte Wegfall von regelmäßigen Wartungskosten. Hinzu kommt, dass auf diesen Orgeln heute oft mehrere Dispositionen (häufig Wahlmöglichkeit zwischen barocker, romantischer und sinfonischer Disposition) und unterschiedliche Stimmungen (z. B. pythagoräisch, mitteltönig, wohltemperiert, gleichstufig) sowie mehrere „Nachhallvariationen“ (von Kapelle bis Kathedrale) auch für Privaträume simuliert werden können.
Bei digitalen Sakralorgeln wird der Klang durch Sampling oder durch Klangsynthese erzeugt.

### Hybridorgeln
Auch Hybridorgeln, die beide Verfahren der digitalen und klassischen Klangerzeugung parallel kombinieren und somit zwei Orgeln akustisch überlagern, sind im Gebrauch. Sie haben sich bis jetzt aufgrund naheliegender Probleme (Stimmung, Vermischungsfähigkeit) nicht durchsetzen können. Besonders in den USA werden jedoch des Öfteren teure Bassregister und Lingualregister digital ausgeführt. Auch lassen sich Effektregister, die nicht so stimmungsanfällig sind, leicht elektronisch ausführen.
Eine Sonderform stellen Pfeifenorgeln dar, bei denen einzelne Kanäle gebündelt und auf Resonatoren gegeben, die vertretungsweise für mehrere Pfeifen stehen. Die Klangerzeugung erfolgt elektronisch und die Klangverstärkung mechanisch.

### Klangerzeugungsverfahren
Heutige Orgeln kombinieren eine Reihe von Klangsynthesen wie Sampling und FM-Synthese und physikalische Modellierung.

#### Sampling
Die Klangerzeugung geschieht hier auf Basis von zuvor aufgenommenen Samples der verschiedenen Orgelregister. Diese werden dann additiv mit einem speziellen Hardwaresampler wieder zusammengefügt und können mittels Tastendruck abgerufen werden. Durch Schleifen (loops) können die aufgenommenen Töne auf eine beliebige Länge gebracht werden.
Seit 2003 simuliert Hauptwerk, eine Software, die sich mit einem MIDI-fähigen Orgelspieltisch ansteuern lässt, das Samplingprinzip auch auf dem PC. Das Sampling hat jedoch einige Nachteile. Einerseits erfordert es bei der Gewinnung der sample einen enormen Aufwand, da jede einzelne Pfeife des Originalinstrumentes aufgenommen und digitalisiert werden muss. Zum anderen muss der Ton bei der Wiedergabe künstlich verlängert oder verkürzt werden, was aufgrund der Lautstärkekonstellation zwischen erklingendem Ton und sich entwickelndem Hall nicht vollständig darstellbar ist.
Eine besondere Schwierigkeit besteht darin, dass mittels Sampling der Effekt der gegenseitigen Beeinflussung mehrerer gleichzeitig erklingender Pfeifen auch mit hohem Aufwand kaum simuliert werden kann. Diese Beeinflussung ist umso größer, je näher die Pfeifen räumlich beieinander stehen. Eine freie Alternative, die mit den gleichen Samples wie Hauptwerk arbeiten kann, ist GrandOrgue. Viele Orgel-Sample-Sets geben auch den Nachhall des Aufnahmeraumes wieder (wet samples). Dies klingt in einem kleinen Raum meist realistischer, als rein künstlicher Nachhall, speziell bei historischen Orgeln, wo die Raumakustik ein integraler Bestandteil des Klanges ist. Bei einer Verwendung in großen Kirchenräumen sind sie jedoch wenig überzeugend, da sich gesampelter Hall und echter Hall überlagern. Hierfür sind reine Pfeifen-Klangsamples (dry samples, pure samples) die bessere Wahl. Dabei besteht aber das Problem, die räumlich weit ausgedehnte Pfeife ohne Raumhall in ihrer Gänze aufzunehmen.
Einige Sample-Set-Produzenten verbieten die Verwendung ihrer Aufnahmen in öffentlichen Räumen durch den Endbenutzer-Lizenzvertrag.

#### Klangsynthese durch Modellierung

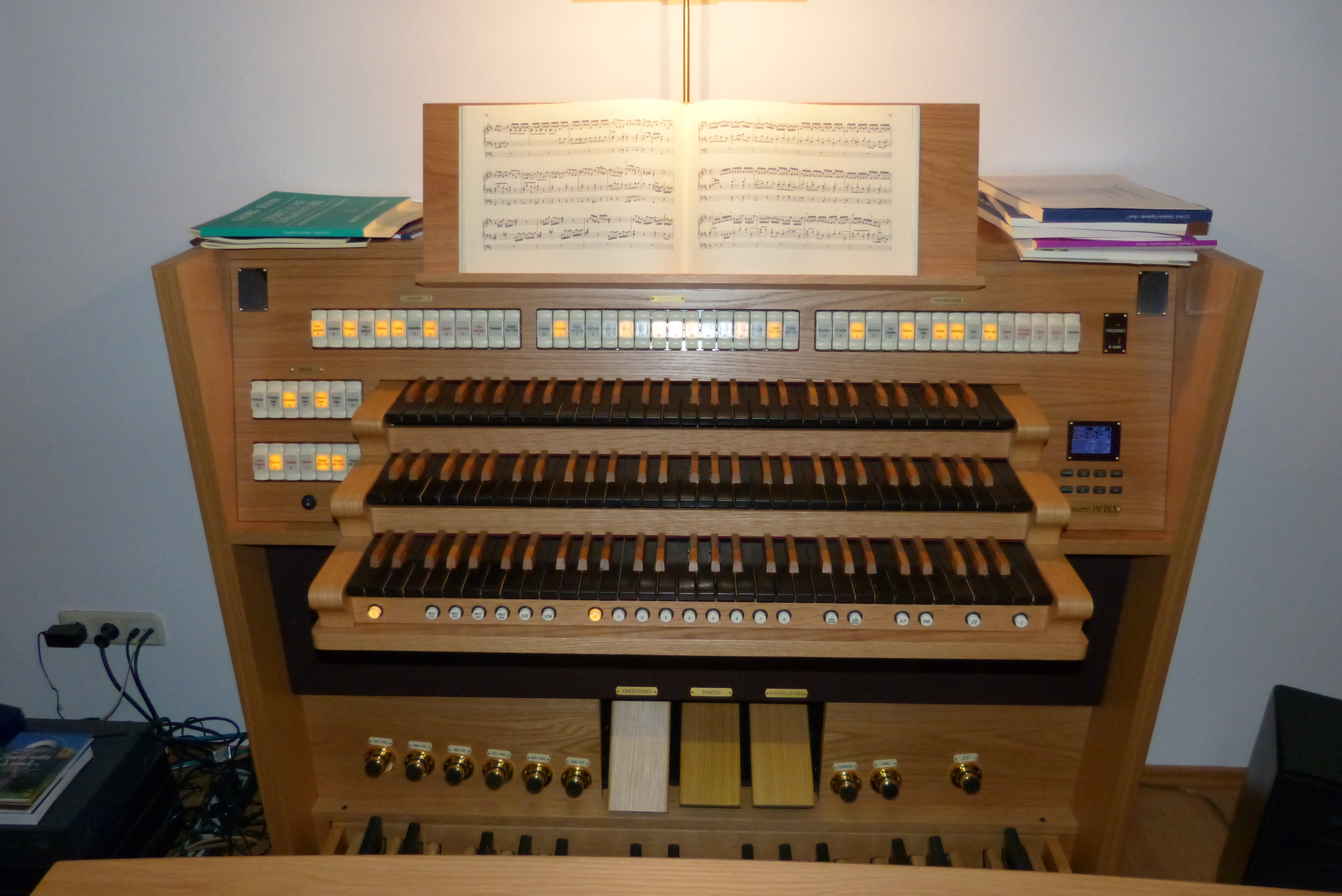
Kisselbach Concerto 350 DLX mit Physis-Technologie

Eine andere Möglichkeit besteht darin, anhand mathematischer Rechenmodelle den Klang einer Pfeifenorgel zu simulieren und in Echtzeit synthetisch zu erzeugen. Bei der Klangsynthese kommen also keine Samples zum Einsatz und die dem Modell zugrunde liegenden Parameter können in weiten Rahmen frei verändert werden.
Ein Vertreter dieser Art ist die Software Aeolus, die als freie Software unter der GPL für das Betriebssystem Linux zur Verfügung steht. Sie verbraucht durch den Verzicht auf Sampling wenig Systemressourcen und läuft bereits auf einem 1-GHz-Rechner mit 256 MB RAM. Ein ähnliches Verfahren verwenden digitale Sakralorgeln der Firmen Viscount und Eminent.
Die Technologie Physis verspricht eine noch authentischere Nachbildung der natürlichen Unregelmäßigkeiten der Pfeifenorgel. Die Klänge werden mittels komplexer Algorithmen berechnet, wobei auch die natürlichen Unregelmäßigkeiten der Pfeifenorgel detaillierter als bisher simuliert werden. Physis-Orgeln verfügen über eine umfangreiche, mehrere hundert Register umfassende Stimmenbibliothek, aus der man über ein internes Menü Register auswählen und den Registerplätzen zuordnen kann. Zusätzlich verfügen diese Orgeln über umfangreiche Intonationsmöglichkeiten zur individuellen Klanggestaltung.

### Hardwarevoraussetzungen
Zahlenbeispiele zu Polyphonie und Speicherbedarf: Bei zehn gezogenen Registern erklingen beim Spielen von zehn Tasten (fünf Tasten mit jeder Hand) 100 Pfeifen gleichzeitig, was die simultane Verarbeitung von 100 Samples nötig macht. „Wet samples“ können für den Nachhall nach dem Lösen der Tasten etwa zwei Sekunden lange „release samples“ enthalten, bei großen Kathedralen auch längere. Bei zehn gezogenen Registern, einem schnellen Stück mit fünf vierstimmigen Akkorden pro Sekunde und einem Nachhall von zwei Sekunden ergeben sich so 400 simultan zu verarbeitende Stimmen. Bei „dry samples“ ist das „release sample“ viel kürzer, etwa 0,5 Sekunden lang. Dies ergibt lediglich 100 (4×10×5×0,5) gleichzeitig zu verarbeitende Samples.
Die Samples der konfigurierten Register müssen im Hauptspeicher vorrätig gehalten werden, da ein Nachladen von einer Festplatte (einzeln oder als Auslagerungsdatei) zu langsam wäre. Der benötigte Speicher hängt ab von ihrer Auflösung (16-Bit, 20-Bit, 24-Bit, 32-Bit etc.), ob sie in Stereo oder Mono vorliegen, und ob es „pure Samples“ oder solche mit Nachhall sind. Als Faustregel wird vom Hersteller von Hauptwerk folgendes angegeben: 2 GB Speicher reichen für „pure Samples“ in Mono mit bis zu 80 Registern, „pure Samples“ in Stereo mit bis zu 50 Registern, und bei Nachhall-Samples in Stereo für bis zu 30 Register. Das Betriebssystem kann in diesem Fall noch ein 32-Bit-System sein, bei mehr Speicherbedarf braucht man zu dessen Verwaltung ein 64-bit-Betriebssystem. 4 bis 8 GB reichen für die meisten Orgeln mit „puren Samples“ und für viele größere Orgeln mit Nachhall-Samples. Mit 16 GB RAM kann man sehr große Orgeln mit Nachhall-Samples spielen.
Im Jahr 2003 wurde der Preis für eine typische digitale Orgel in Konzertsaal-Dimensionen mit 60.000 bis 75.000 USD angegeben. Das im Jahre 2003 um 300.000 USD entwickelte High-End-System („produce the best instrument that could be conceived within current technological limits if price were no object“) Opus 1 von Marshall & Ogletree für die Trinity Church (New York City) ist ausgestattet mit einem Spieltisch von Fratelli Ruffatti mit drei Manualen, Pedal und 170 Register für 240 Stimmen. In einem Rack rechnen zehn vernetzte Linux-Computer, die über eine spezielle Software aus einem Repertoire von insgesamt 34 Stunden Samples schöpfen. Das Verstärkerrack hat 74 Audiokanäle mit 150 bis 500 Watt und zusätzlich sind sechs Subwoofer angeschlossen. In der Endausstattung 2006 waren es 82 Audiokanäle mit 15 kW Verstärkerleistung. Es kam auch ein gleich konfigurierter Spieltisch hinzu, welcher ein eigenes Sampling-Set anspricht, was zu unterschiedlichen aber kompatiblen Tönen führt. Die beiden Tische können unabhängig voneinander bespielt werden. Bis 2011 wurden fünf ähnliche kundenspezifische Opus-Systeme installiert, andere Systeme angepasst. Der Preis für ein „günstiges“, kleines Prodigy-Baukasten-System vom selben Hersteller beginnt bei unter 200.000 USD.

## Beispiele
Einige Beispiele für digitale bzw. elektronische Orgeln in Kirchengebäuden.
| Ort                   | Kirche                                                                  | Jahr | Orgelbauer                                                                  | Manuale | Register | Bemerkungen                                                                                     | Link      |
| --------------------- | ----------------------------------------------------------------------- | ---- | --------------------------------------------------------------------------- | ------- | -------- | ----------------------------------------------------------------------------------------------- | --------- |
| Gifhorn               | St. Altfrid                                                             | 2013 |                                                                             | 3       |          | mit 8 Lautsprechern im Raum                                                                     | Zur Orgel |
| London                | St Mary le Strand                                                       |      |                                                                             |         |          | mit Lautsprechern auf der Galerie                                                               |           |
| Quedlinburg           | St. Wiperti                                                             |      | Johannus                                                                    | 2       | 26       |                                                                                                 |           |
| Wuppertal-Unterbarmen | Rotter Kirche                                                           | 2012 |                                                                             | 2       |          | Zusätzliche 128 (Effekt)Register abrufbar                                                       |           |
| Zeitz                 | Dom St. Peter und Paul                                                  | 2001 | Rodgers                                                                     | 3       | 45       |                                                                                                 | Zur Orgel |
| Dortmund-Marten       | Ev. Immanuel-Kirche                                                     | 1997 | Benedikt                                                                    | 3       | 103      | 8 Werke mit 26 Lautsprechern hinter dem historischen Prospekt                                   |           |
| Moringen-Fredelsloh   | St. Blasii und Marien                                                   | 2017 |                                                                             | 3       | 60       |                                                                                                 |           |
| Osnabrück             | Universität Osnabrück Institut für Musikwissenschaft und Musikpädagogik | 1988 | Ahlborn BAC 245 digital, programmierbar, Sequencer, verschiedene Stimmungen | 2       | 52       | 5 Lautsprecher, 4 Kanäle, eine Zeitlang mit großem Pfeifenprospekt als Resonatoren ausgestattet |           |